# Antički lančić
Antički lančić pojam je koji se odnosi na u antici raširen način izrade lančića od plemenitih, ali i neplemenitih metala. Elementi, odnosno karike, ovog lančića spajaju se bilo lemljenjem bilo zataljivanjem te potom jednostrukim ili višestrukim prepletanjem tako dobivenih karika,odnosno spajanjem više ovakvih lančića u trake. U engleskom se govornom području za ovu vrstu lančića koristi izraz loop in loop chain. Prvi se primjeri pojavljuju kod Sumerana i u starom Egiptu te potom kod Etruščana,Grka i Rimljana. Najčešće je za izradu korišteno 22 karatno zlato te čisto srebro. Ova se 2 materijala lako spajaju zataljivanjem, tj. bez lemljenja. Izvan Europe ova je tehnika 
bila vrlo popularna i u Indiji.Nakon srednjeg vijeka ova je tehnika sve rjeđe korištena, te je ponovo stekla popularnost u drugoj polovini 20. stoljeća.

## Vanjske poveznice
https://www.firemountaingems.com/resources/tutorials/d32p